# Holmfastvägen

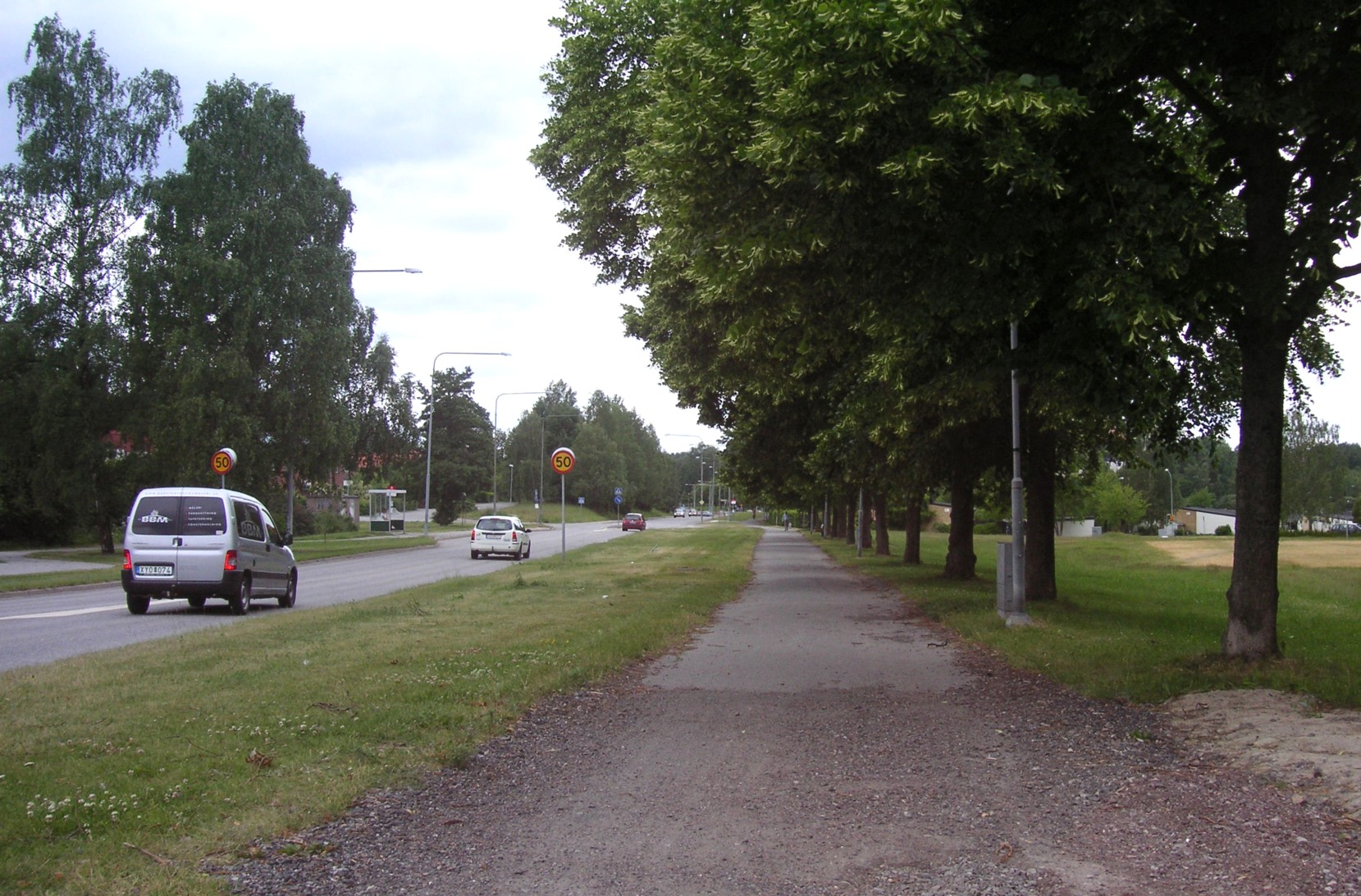
Holmfastvägen i juni 2008

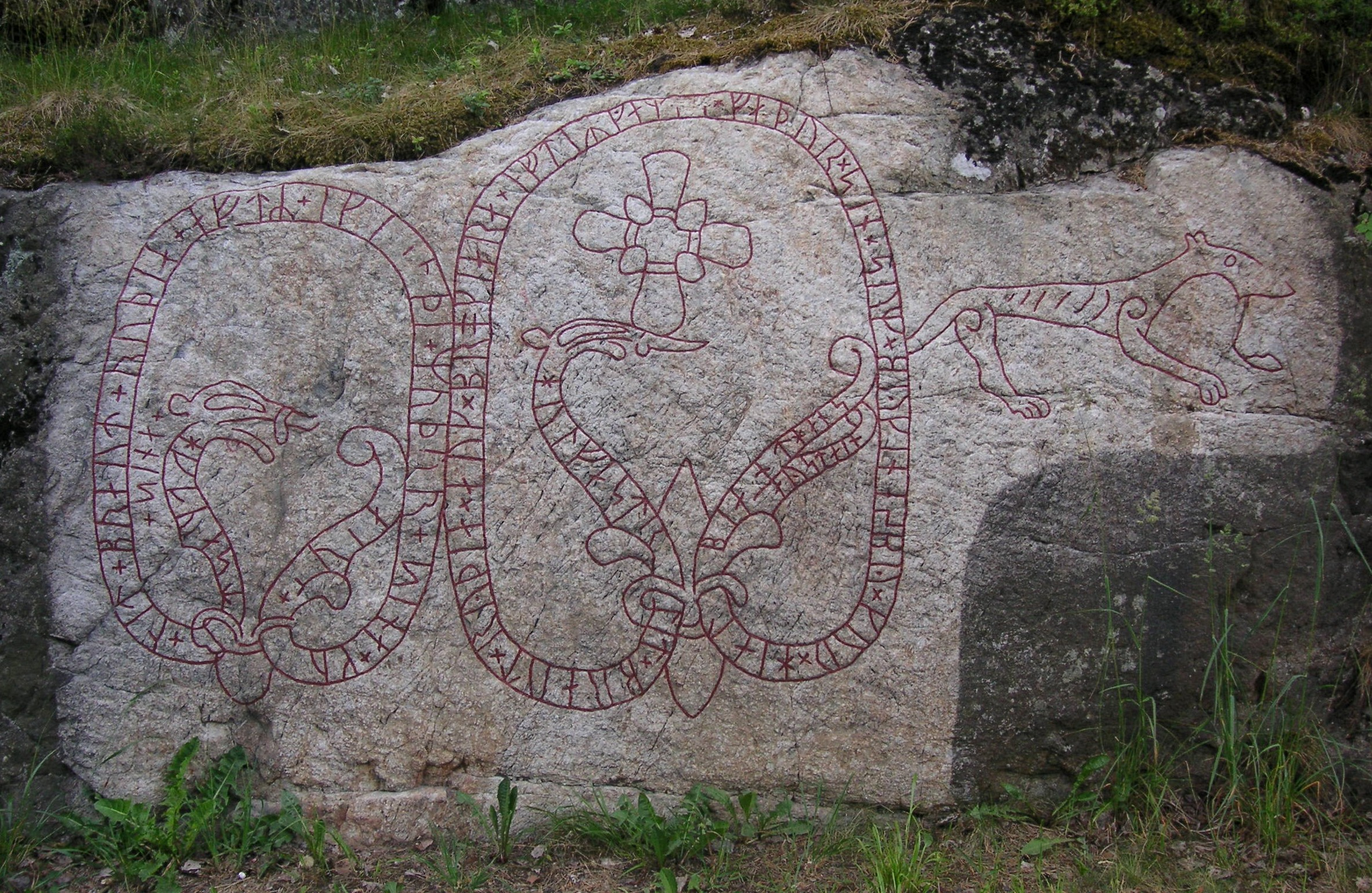
Runhällen SÖ311 och SÖ312

Holmfastvägen är en väg i Södertälje i Stockholms län.
Den tar sin början vid Turingegatan (-Mälarbron) i stadens centrala delar, och ansluter till Genetaleden i Geneta i stadens västra delar. Från början gick den dock ända ut till Näsby, invid Måsnaren. Den anlades under 1000-talet, vilket gör det till en av de saker som talar för att området omkring nuvarande Södertälje tidigt var befäst och viktigt. Marken i området (i synnerhet väster om Bårstabergen) är känd för att vara sank. Därför fick man på flera platser fylla ut med sten och göra broar. Vid foten av Bårstabergen, ca 3 km öster om Näsby, gjordes två runinskrifter (Södermanlands runinskrifter 311 och 312) . 
- Den första lyder: ”Holmfast lät röja väg efter Ingegärd sin goda moder”
- Intill finns ytterligare en inskription: ”Holmfast lät röja väg och göra bro efter Gamal sin fader, som bodde i Näsby. Gud hjälpe hans öde. Östen (ristade).”

Holmfastvägens nuvarande sträckning motsvarar den ursprungliga. Arkeologer finner det mycket troligt att Holmfasts gamla broar finns kvar under vägbanan. Omkring inristningen, som är belägen i omedelbar anslutning till vägen, har man idag röjt upp och satt upp skyltar från Riksantikvarieämbetet med översättningar av inskriptionen.